# Renault R23
El Renault R23 fue un monoplaza de Fórmula 1 que compitió en la temporada 2003 de Fórmula 1. La alineación de pilotos fue Jarno Trulli y Fernando Alonso, quien sustituyó a Jenson Button que partió a BAR.
El equipo comenzó en la pole en el Gran Premio de Malasia de 2003. Más tarde, el equipo ganó el Gran Premio de Hungría de 2003, la primera vez que Renault ganaba un Gran Premio desde el Gran Premio de Austria de 1983. Renault fue innovadora en este período producir diseños que no son estándar, como el motor del 111° 10 cilindros para RS23 de 2003, que fue diseñado de manera efectiva a reducir el centro de gravedad del motor y así mejorar el manejo del coche. Esto, a la larga, resultó demasiado pesado y poco fiable, por lo que Renault volvió a la ruta de desarrollo más convencional.
Finalmente, el equipo terminó cuarto en el Campeonato de Constructores con 88 puntos.

## Resultados

### Fórmula 1
(Clave) (negrita indica pole position) (cursiva indica vuelta rápida)

| Año     | Motor            | Neu. | N.º | Pilotos         | 1   | 2   | 3   | 4   | 5   | 6   | 7   | 8   | 9   | 10  | 11  | 12  | 13  | 14  | 15  | 16  | Puntos | Pos. |
| ------- | ---------------- | ---- | --- | --------------- | --- | --- | --- | --- | --- | --- | --- | --- | --- | --- | --- | --- | --- | --- | --- | --- | ------ | ---- |
| 2003    | Renault RS23 V10 | M    |     |                 | AUS | MYS | BRA | SMR | ESP | AUT | MON | CAN | EUR | FRA | GBR | GER | HUN | ITA | USA | JPN | 88     | 4º   |
| 2003    | Renault RS23 V10 | M    | 7   | Jarno Trulli    | 5   | 5   | 8   | 13  | Ret | 8   | 6   | Ret | Ret | Ret | 6   | 3   | 7   | Ret | 4   | 5   | 88     | 4º   |
| 2003    | Renault RS23 V10 | M    | 8   | Fernando Alonso | 7   | 3   | 3   | 6   | 2   | Ret | 5   | 4   | 4   | Ret | Ret | 4   | 1   | 8   | Ret | Ret | 88     | 4º   |
| Fuente: |                  |      |     |                 |     |     |     |     |     |     |     |     |     |     |     |     |     |     |     |     |        |      |